# Dominic Hyam
Dominic John Hyam (* 20. Dezember 1995 in Leuchars, Schottland) ist ein schottisch-englischer Fußballspieler.

## Karriere

### Verein
Aus der U18 des FC Reading ging er zur Saison 2013/14 fest in den Kader von deren erster Mannschaft über. Dort kam er nie zum Einsatz, sondern bestritt weiterhin nur mit der U21 seine Einsätze. Ab Februar 2015 folgten dann mehrere Leihen. Erst bis zum Ende der laufenden Saison zu Hemel Hempstead Town und danach von November bis Anfang Januar 2016 zu Basingstoke Town. Weiter ging es Anfang Februar 2016 zu Dagenham & Redbridge in die League Two und dann nochmal ab Ende August bis Anfang Januar 2017 zum FC Portsmouth. Danach ging es nochmal von März bis Mai 2017 zu Aldershot Town. Schlussendlich verließ er dann im Sommer 2017 seinen Jugendklub und schloss sich ablösefrei Coventry City an.
Mit diesen schaffte er am Ende der Saison 2017/18 dann durch die Playoffs den Aufstieg in die League One, in welcher er somit erstmals am 4. August 2018 zum Einsatz kam. Nach zwei weiteren Spielzeiten mit seiner Mannschaft hier, schaffte er mit dieser danach auch noch den Aufstieg in die Championship. Am Ende verblieb er hier bis Ende August 2022 wo er für eine Ablöse von 1,75 Mio. € anschließend zu den Blackburn Rovers wechselte. Hier spielte er mit dem Team nun weiterhin in der Championship und trägt zudem seit Oktober 2023 fast durchgehend die Kapitänsbinde.

### Nationalmannschaft
Mit der schottischen U19-Nationalmannschaft hatte er im Mai 2014 ein paar Einsätze in der Qualifikation für die anstehende Europameisterschaft. Kurze Zeit später hatte er dann auch seinen ersten Einsatz mit der U21 auf diesen dann ab März 2015 noch ein paar weitere folgten.
Sein erster A-Länderspieleinsatz war schließlich am 17. Juni 2023, als er in der 91. Minute bei einem 2:1-Sieg über Norwegen in der Qualifikation für die Europameisterschaft 2024 für John McGinn eingewechselt wurde.